# Creglingen (Landschaftsschutzgebiet)
Das Gebiet Creglingen ist ein knapp 2000 ha großes Landschaftsschutzgebiet im Gebiet der Städte Creglingen, Niederstetten und Weikersheim im Main-Tauber-Kreis in Baden-Württemberg. Es wurde mit Verordnung vom 29. August 1997 ausgewiesen (LSG-Nummer 1.28.014).

## Lage
Das rund 2000 Hektar große Schutzgebiet gehört naturräumlich zur Hohenloher-Haller-Ebene, dem Tauberland sowie dem Ochsenfurter- und Gollachgau.

## Schutzzweck
Wesentlicher Schutzzweck des Landschaftsschutzgebietes ist:
1. die Erhaltung besonderer, den Landschaftscharakter prägender topographischer Ausbildungen und Landschaftselemente in ihrer Vielfalt, Eigenart und Schönheit. Hervorzuheben sind insbesondere die naturnahen Fließgewässer, die Klingen, Täler und Hanglagen mit ihrem breitgefächerten Strukturmuster, bestehend vor allem aus Streuobstelementen, Feldhecken und -gehölzen, Steinriegeln, Kalkmagerrasen, Wiesen und Weiden, Äckern, Wald- und Gebüschzonen;
2. die Sicherung ökologischer Ausgleichsflächen als Rückzugsgebiete für Tier- und Pflanzenarten, um eine möglichst große Artenvielfalt zu gewährleisten. Hier stellen besonders die Hangflächen mit ihrem vielfältigen Nutzungsmosaik floristisch und faunistisch hochwertige Biotope dar;
3. die Sicherung des gesamten Landschaftsraumes als wertvolles Erholungsgebiet für die Allgemeinheit.